# Seiscientos sesenta y seis
El seiscientos sesenta y seis (666) es el número natural que sigue al seiscientos sesenta y cinco y precede al seiscientos sesenta y siete.

## Propiedades matemáticas
- Es, como característica básica, resultado de la suma de sucesivos dígitos 6: ({\displaystyle 6_{1}+6_{2}+6_{3}...+6_{111}=666}).
- Es la suma de la sucesión de los números naturales del 1 al 36 {\displaystyle 1+2+...+36=666}) y, por consiguiente, el 36º número triangular.
- Sus divisores unitarios son: 2, 3 y 37.
- Se tiene la igualdad 666 = 2×(1+2+3+4+5)2 + 63
- Es la suma de los cuadrados de los siete primeros números primos: ({\displaystyle 2^{2}+3^{2}+5^{2}+7^{2}+11^{2}+13^{2}+17^{2}=666}).
- Cumple la suma de los siguientes cubos ({\displaystyle 1^{3}+2^{3}+3^{3}+4^{3}+5^{3}+6^{3}+5^{3}+4^{3}+3^{3}+2^{3}+1^{3}=666})
- 666 es un miembro de los índices de los números primos Padovan: 3, 4, 5, 7, 8, 14, 19, 30, 37, 84, 128, 469, 666, 1262, 1573, 2003, 2210, ... (secuencia A112882 en OEIS).
- Es resultado de la suma de sus dígitos, más los cubos de los mismos dígitos: ({\displaystyle 6+6+6+6^{3}+6^{3}+6^{3}=666}). Bajo estas pautas, no existen más que seis números que cumplan las características dadas.
- Es la suma algebraica con exponente 6, de los primeros tres dígitos: ({\displaystyle 1^{6}-2^{6}+3^{6}=666}).[1]
- Se consigue en suma, usando todos los dígitos en base 10, de manera ascenente y descendente, de las siguientes maneras:

```
 666 = 1 + 2 + 3 + 4 + 567 + 89
 666 = 123 + 456 + 78 + 9
 666 = 9 + 87 + 6 + 543 + 21
```

- Con las potencias 47 y 51, al sumar todos los dígitos obtenidos, en base diez, se logra 666:

```
 (

  

    

      

        

          
666

          

            
47

          

        

        
=

      

    

    
{\displaystyle 666^{47}=}

  

 50499696844207967531731487984055647729415162952654
 08188117632668936540446616033068653028889892718859
 670297563286219594665904733945856)
 (

  

    

      

        

          
666

          

            
51

          

        

        
=

      

    

    
{\displaystyle 666^{51}=}

  

 99354075759138594033426351134129598072385863746943
 10089971206913134607132829675825302345582149184809
 60748972838900637634215694097683599029436416)
```

- La media armónica de los dígitos decimales de 666 es un número entero: 3/(1/6 + 1/6 + 1/6) = 6, siendo así el 54.º número con esta propiedad que comparten todos los números naturales repdigit.
- Es, en base 10, un número repdigit (número cuyas cifras son todas iguales).
- Es un número de Smith.
- Un cuadrado mágico primo recíproco basado en 1/149, en base 10, tiene un total mágico de 666.
- El número romano que representa al número 666 (DCLXVI) usa una vez cada una de las cifras romanas cuyo valor es menor que 1000, en orden descendente respecto a su valor (D = 500, C = 100, L = 50, X = 10, V = 5, I = 1).
- El seno del ángulo de 666 ° multiplicado por -2 es igual a la proporción áurea:

{\displaystyle -2\operatorname {sen} 666^{\circ }=2\operatorname {sen} 54^{\circ }=2\cos 36^{\circ }=\varphi \,={\frac {1+{\sqrt {5}}}{2}}=1.61803\,39887\ldots \,}

## Características
- Es el número de la marca de la bestia,[2] si bien en los manuscritos más antiguos consta como 616.[3]
- Es el número de talentos de oro que el rey Salomón recaudaba en un solo año.[4][5]
- Es el número de descendientes de Adonicán que regresaron a Jerusalén y Judea del exilio babilonio.[6]
- Es la suma de todos los números de una ruleta.[7]
- Es la suma de los primeros 144 dígitos de π (en base 10); curiosamente, este número está mencionado en la Biblia en forma de millar.[8]
- Es la suma de los primeros 146 dígitos del número φ (en base 10); paradójicamente también denominada la "proporción divina".
- Era el nombre original del virus informático para Macintosh SevenDust, que se descubrió en 1998.